# Protram 105NWr
Protram (Про́трам) 105NaWr — односекційний однокабінний моторний вагон, що є результатом модернізації трамваю Konstal 105Na, виконаної фірмою Protram. 

## Конструкція[1]
Конструкція базується на моделі 105Na. Модернізація передбачала заміну перетворювачів, пантографів і дверей. Трамвай отримав нову передню і задню частини з характерними для фірми Протрам прямокутними рефлекторами. Другий вагон у зчепці перебудовано на причепний шляхом демонтажу кабіни водія. Це трьохдверні трамваї з конфігурацією 2-2-2. Двостворкові притульно-зсувні двері типу IGE відчиняються назовні вагону водієм або пасажиром. Наявний механізм автореверсу, що запобігає затисканню пасажирів. Кабіна водія кондиціонована, обладнана також сучасною дошкою приладів. Кондиціонер живиться низьким струмом, що йде з окремого джерела, що перетворює тягову напругу 600 В у безпечні для людини 24 В. Пантограф у вагонах із кабіною опускається електрично. Причепні вагони не мають кабін водія, завдяки чому простір для пасажирів збільшено. Пантограф опускають за допомоги звичайного шнура.
Вагони цього типу мають струмоприймачі STEMMANN FB700. Обертовий конвертер було замінено на статичний.

## Поставки[2]
Для Міського транспортного підприємства Вроцлава було доставлено 110 вагонів цього типу протягом 2005–2010 рр.
| Рік  | Кількість вагонів |
| ---- | ----------------- |
| 2005 | 30                |
| 2006 | 20                |
| 2007 | 18                |
| 2008 | 18                |
| 2009 | 12                |
| 2010 | 12                |

## Галерея

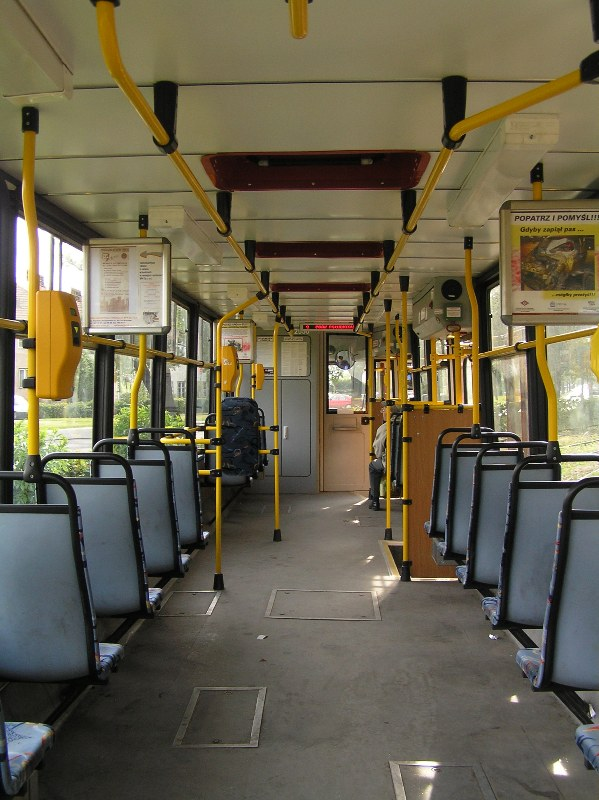
Інтерʼєр трамваю 105NaWr
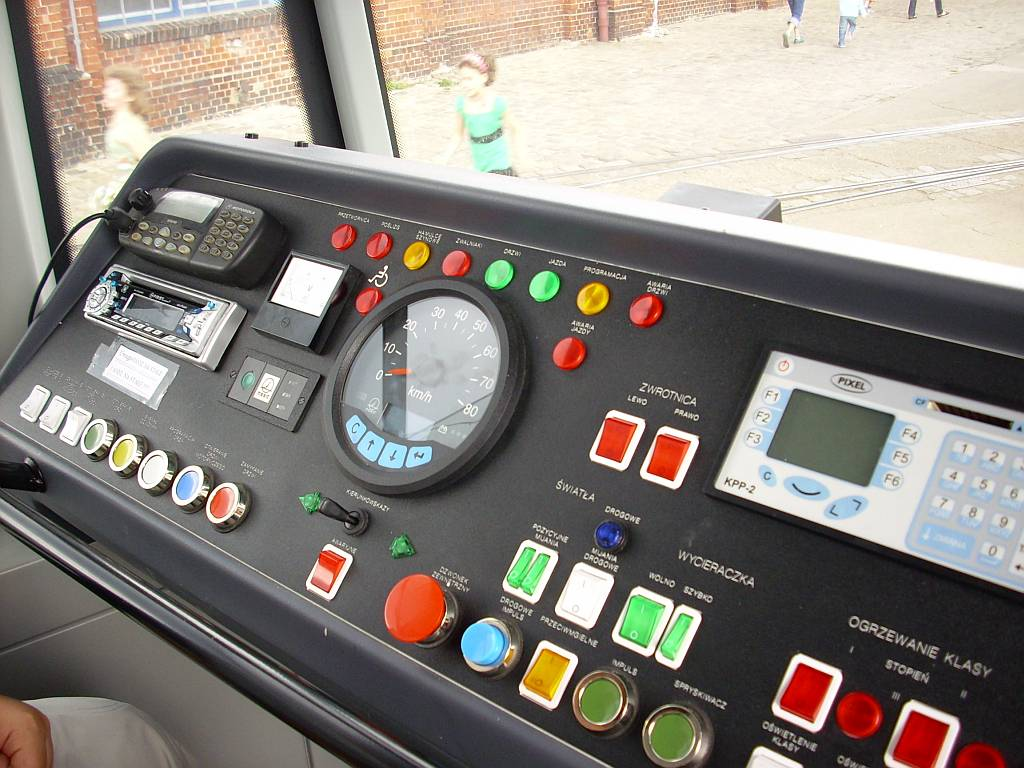
Робоча панель трамваю 105NaWr
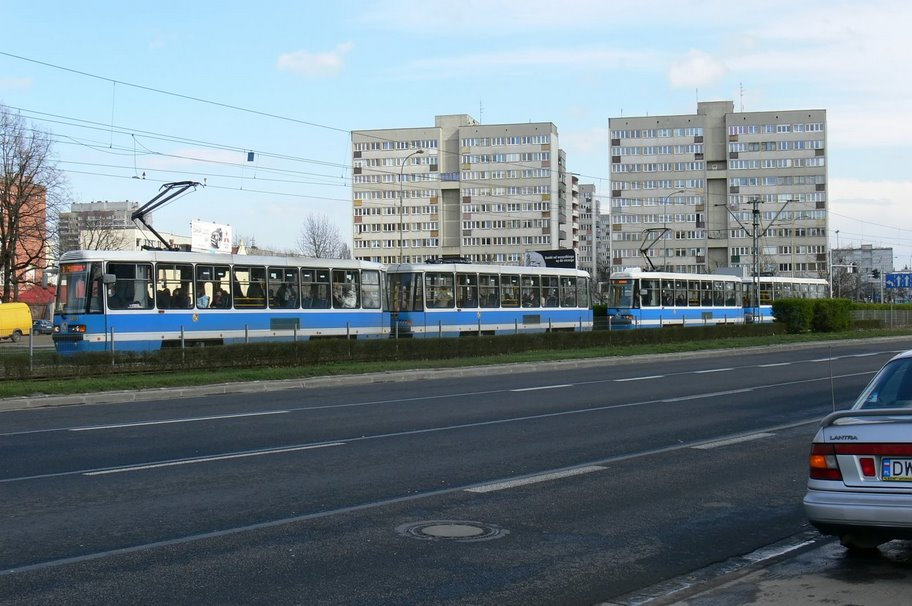
Вагони 105NaWr у Вроцлаві